# Coalquizque
Coalquizque är en ort i Mexiko.   Den ligger i kommunen Metztitlán och delstaten Hidalgo, i den sydöstra delen av landet, 130 km norr om huvudstaden Mexico City. Coalquizque ligger 1 626 meter över havet och antalet invånare är 216.
Terrängen runt Coalquizque är huvudsakligen kuperad, men åt sydväst är den bergig. Runt Coalquizque är det glesbefolkat, med 20 invånare per kvadratkilometer. Närmaste större samhälle är Zacualtipán, 16,8 km nordost om Coalquizque. I omgivningarna runt Coalquizque växer huvudsakligen savannskog.